# 秋田日本電気
秋田日本電気株式会社（あきたにっぽんでんき、英: NEC Akita, Ltd.）は、かつて存在したNECグループの会社。TFTカラー液晶ディスプレイの生産を行い、秋田県秋田市に本社を置いていた。

## 概要
秋田県の誘致企業として1981年6月に設立され、1983年4月に半導体製造を開始した。また翌1994年10月には液晶モジュールの生産を開始。これ以降、NECグループにおける液晶ディスプレイ事業の生産拠点として、TFTカラー液晶ディスプレイの生産を行っていた。
生産されたTFTカラー液晶ディスプレイは、ノート型パソコンをはじめとして、DVD、携帯端末、携帯電話、カーナビゲーションなどのマルチメディア製品に利用された。
2003年、NECの会社分割により設立されたNEC液晶テクノロジーの子会社となるも、その後2007年にNEC液晶テクノロジーに統合されたことで同社秋田工場となる。2009年には同社鹿児島工場が閉鎖となったことで、同社の生産拠点は秋田工場に集約された。
2011年及び2017年の商号変更を経て、2019年現在はTianma Japan秋田工場となっている。

## 沿革
- 1981年6月 - 山形日本電気の子会社として秋田日本電気株式会社設立。
- 1983年4月 - 操業開始（半導体LSI後工程）。
- 1993年 - 日本電気の子会社となる。
- 1994年10月 - 液晶モジュールの生産開始。
- 1995年5月 - TFTカラー液晶ディスプレイの量産工場竣工。
- 1996年2月 - ISO9002認証取得。
- 1997年10月 - ISO 14001認証取得。
- 2003年3月 - ISO 9001：2000認証取得。
- 2003年4月 - NEC液晶テクノロジー設立に伴い同社の子会社となる。
- 2005年2月 - カラー液晶累計生産台数1000万台達成。
- 2007年4月 - NEC液晶テクノロジーに統合され、同社秋田工場となる。
- 2011年7月 - 商号変更によりNLTテクノロジー秋田工場となる。
- 2017年7月 - 商号変更によりTianma Japan秋田工場となる。